# Gwendolyn Ann Smith
Gwendolyn Smith, född 22 juli 1967, är en aktivist och författare från San Francisco Bay Area som var med och grundade Transgender Day of Remembrance, en dag för att hedra människor som har dödats på grund av transfobi. Biografin Trans/Active: A Biography of Gwendolyn Ann Smith (2017) handlar om Smith.

## Biografi
Smith är en aktivist, författare och grafisk designer. Från 1993 till 1998 drev hon Transgender Community Forum på AOL, som var ett av de första offentliga internetforumen för transpersoner. Sedan 2000 har hon varit krönikör för Bay Area Reporter, med sin kolumn "Transmissions". Hennes uppsats, "We're all Someone's Freak," publicerades i Norton Readers 14:e upplaga. Hon administrerar också webbplatsen Genderfork.
Smith grundade sajten Remembering Our Dead, som hedrar människor som har dött som en direkt följd av hat och fördomar baserade på kön. Idag finns listan på Transgender Day of Remembrances webbplats. 

## Transgender Day of Remembrance
Smith startade Transgender Day of Remembrance i november 1999 för att hedra Rita Hester som mördades 1998. Minnesdagen inträffar varje år den 20 november. 2010 observerades dagen i över 185 städer i mer än 20 länder. I vissa länder föregås minnesdagen av Transgender Awareness Week. 